# Kenneth G
Kenneth G, pseudonimo di Kenneth Geoffrey Oudejans (Amsterdam, 27 gennaio 1987), è un disc jockey e produttore discografico olandese.

## Carriera
Nel corso della sua carriera, Kenneth G ha collaborato con vari artisti di fama mondiale come Nicky Romero, MOTi, Quintino, FTampa e i Bassjackers; proprio con quest’ultimi, l’olandese ha iniziato a farsi conoscere nel mondo musicale grazie al singolo Duckface.

## Discografia

### Singoli
- 2008: Wobble
- 2009: Konichiwa Bitches! (con Nicky Romero)
- 2010: Are U Serious
- 2011: Tjoppings
- 2012: Bazinga
- 2013: Duckface (con Bassjackers)
- 2013: Basskikker
- 2013: Stay Weird
- 2013: Rage-Aholics
- 2014: RAVE-OLUTION (con AudioTwinz)
- 2014: 97 (con FTampa)
- 2014: Rampage (con Bassjackers)
- 2014: Blowfish (con Quintino)
- 2014: Zeus (con MOTi)
- 2015: Pop (con Reez)
- 2015: Kung Fu (con Maurice West)
- 2016: Bonzaï
- 2016: We Are One (feat. Ilang)
- 2016: East West (con MOTi)
- 2017: Omen (con MOTi e Olly James)
- 2019: Bring The House (con Sheezan)
- 2019: Party Starter (con Sheezan)
- 2020: Body Count (con Sheezan)

### Remix
- 2012: Joachim Garraud, Alesia - Nox (MOTi & Kenneth G Remix)
- 2013: D-Rashid, Rishi Bass, MC Stretch - Casera (Kenneth G Remix)
- 2014: Jason Herd, Sherry St Germain - This Is What We Came For (Kenneth G Remix)
- 2019: Sheezan x Mike Bocki - Atticus (Kenneth G Edit)